# インターミッション (テレビ番組)
『インターミッション』は、NHK総合テレビで月曜から土曜の早朝3:58 - 4:00 、日曜の4:13 - 4:15（大相撲の本場所期間中は平日3:33 - 3:35、日曜3:48 - 3:50）に放送されているミニ番組。本番組が番組表やEPGにおいて明記されるのは日曜早朝（土曜深夜）放送分のみであるが、別の曜日にも同一内容のものが直前番組に内包される形で放送されているため、本項ではそれらも同様に取り扱う。

## 放送内容
犬や猫がじゃれあう映像に音楽を入れたものを流している。鳥類、魚類が流れることもある。他に、白神山地のブナ林の映像を流すこともある。かつては犬と猫の映像だけでも10パターン以上あったが、フィルムの劣化によるノイズ混入で流されなくなったものもあり、2010年時点では5パターン程度にまで減らされている。最後にファンファーレとともに日章旗の掲揚のシーンが5秒ほど流れて、各局のID画面に切り替わる。
時間調整用に流す映像であることから、本番組に登場する犬や猫はインターネット上で「調整犬」「調整猫」などと呼ばれている。NHKの制作現場においては単に「犬猫」と呼ばれている。
NHK総合テレビは、1997年4月1日をもって週6日間の24時間放送体制へと移行したが、その後も2000年度まで従来の放送開始用映像を流していた。2001年度からは放送日付切り替えのための開始ジャンクションとして、一日の放送日付上の基点となる時間に本番組を放送している。この「調整猫・犬」の映像は、日曜深夜（月曜未明　主に第1・3日曜付け）や、年2回程度の集中メンテナンスにより一部地域で早終了となる日が発生するときに、放送休止とならない地域で「映像散歩」の前に放送される場合もある。なお、東京などごく一部の地域で予備送信所を使った減力放送が行われる場合（特にアナログ放送が行われていたころ）は、「減力放送告知→君が代演奏・国旗掲揚→調整犬・猫」を放送してから予備機に切り替えて次の番組を放送したことがある。
なお、NHK総合テレビの放送上の1日の基点は、2004年度までは上記のジャンクションの終了時、2005年度から2017年度は4:30、2018年度以後は基本4:00となっているが、新聞のテレビ番組表においてはいずれも『NHKニュースおはよう日本』（第1部）の開始時間である2020年9月までは4:30、同10月以後は5:00を基点として掲載している。